# José Luis Rodríguez Bebanz
José Luis Rodríguez Bebanz, noto anche come Puma (Canelones, 14 marzo 1997), è un calciatore uruguaiano, difensore del Vasco da Gama.

## Caratteristiche tecniche
Terzino sinistro, può ricoprire la stessa posizione anche sulla fascia destra.

## Carriera

### Nazionale
Il 28 marzo 2023 esordisce in nazionale maggiore nell'amichevole vinta 1-2 contro la Corea del Sud.

## Statistiche

### Presenze e reti nei club
Statistiche aggiornate all'8 dicembre 2024.
| Stagione             | Squadra              | Campionato           | Campionato | Campionato | Coppe nazionali | Coppe nazionali | Coppe nazionali | Coppe continentali | Coppe continentali | Coppe continentali | Altre coppe | Altre coppe | Altre coppe | Totale | Totale |
| Stagione             | Squadra              | Comp                 | Pres       | Reti       | Comp            | Pres            | Reti            | Comp               | Pres               | Reti               | Comp        | Pres        | Reti        | Pres   | Reti   |
| -------------------- | -------------------- | -------------------- | ---------- | ---------- | --------------- | --------------- | --------------- | ------------------ | ------------------ | ------------------ | ----------- | ----------- | ----------- | ------ | ------ |
| 2015-2016            | Danubio              | PD                   | 5          | 0          | -               | -               | -               | -                  | -                  | -                  | -           | -           | -           | 5      | 0      |
| 2016                 | Danubio              | PD                   | 6          | 2          | -               | -               | -               | -                  | -                  | -                  | -           | -           | -           | 6      | 2      |
| 2017                 | Danubio              | PD                   | 18         | 1          | -               | -               | -               | -                  | -                  | -                  | -           | -           | -           | 18     | 1      |
| 2018                 | Danubio              | PD                   | 25         | 0          | -               | -               | -               | CS                 | 2                  | 1                  | -           | -           | -           | 27     | 1      |
| gen.-lug. 2019       | Danubio              | PD                   | 8          | 0          | -               | -               | -               | -                  | -                  | -                  | -           | -           | -           | 8      | 0      |
| 2019-feb. 2020       | Racing Club          | PD                   | 1          | 0          | -               | -               | -               | -                  | -                  | -                  | -           | -           | -           | 1      | 0      |
| 2020                 | Danubio              | PD                   | 31         | 2          | -               | -               | -               | -                  | -                  | -                  | -           | -           | -           | 31     | 2      |
| gen.-ago. 2021       | Danubio              | 2D                   | 11         | 1          | -               | -               | -               | -                  | -                  | -                  | -           | -           | -           | 11     | 1      |
| Totale Danubio       | Totale Danubio       | Totale Danubio       | 104        | 6          |                 | -               | -               |                    | 2                  | 1                  |             | -           | -           | 106    | 7      |
| sett.-dic. 2021      | Fénix                | PD                   | 14         | 1          | -               | -               | -               | -                  | -                  | -                  | -           | -           | -           | 14     | 1      |
| 2022                 | Nacional             | PD                   | 34         | 2          | CU              | 1               | 0               | CL+CS              | 6+3                | 0+1                | -           | -           | -           | 44     | 3      |
| 2023                 | Vasco da Gama        | AR/J+A               | 11+32      | 2+2        | CB              | 2               | 0               | -                  | -                  | -                  | -           | -           | -           | 45     | 4      |
| 2024                 | Vasco da Gama        | AR/J+A               | 4+22       | 0+1        | CB              | 6               | 1               | -                  | -                  | -                  | -           | -           | -           | 32     | 2      |
| Totale Vasco da Gama | Totale Vasco da Gama | Totale Vasco da Gama | 15+54      | 2+3        |                 | 8               | 1               |                    | -                  | -                  |             | -           | -           | 77     | 6      |
| Totale carriera      | Totale carriera      | Totale carriera      | 222        | 14         |                 | 9               | 1               |                    | 11                 | 2                  |             | -           | -           | 242    | 17     |

### Cronologia presenze e reti in nazionale
| Cronologia completa delle presenze e delle reti in nazionale ― Uruguay | Cronologia completa delle presenze e delle reti in nazionale ― Uruguay | Cronologia completa delle presenze e delle reti in nazionale ― Uruguay | Cronologia completa delle presenze e delle reti in nazionale ― Uruguay | Cronologia completa delle presenze e delle reti in nazionale ― Uruguay | Cronologia completa delle presenze e delle reti in nazionale ― Uruguay | Cronologia completa delle presenze e delle reti in nazionale ― Uruguay | Cronologia completa delle presenze e delle reti in nazionale ― Uruguay |
| Data                                                                   | Città                                                                  | In casa                                                                | Risultato                                                              | Ospiti                                                                 | Competizione                                                           | Reti                                                                   | Note                                                                   |
| ---------------------------------------------------------------------- | ---------------------------------------------------------------------- | ---------------------------------------------------------------------- | ---------------------------------------------------------------------- | ---------------------------------------------------------------------- | ---------------------------------------------------------------------- | ---------------------------------------------------------------------- | ---------------------------------------------------------------------- |
| 28-3-2023                                                              | Seul                                                                   | Corea del Sud                                                          | 1 – 2                                                                  | Uruguay                                                                | Amichevole                                                             | -                                                                      |                                                                        |
| 20-6-2023                                                              | Montevideo                                                             | Uruguay                                                                | 2 – 0                                                                  | Cuba                                                                   | Amichevole                                                             | -                                                                      |                                                                        |
| 19-11-2024                                                             | Salvador                                                               | Brasile                                                                | 1 – 1                                                                  | Uruguay                                                                | Qual. Mondiali 2026                                                    | -                                                                      | 66’                                                                    |
| Totale                                                                 |                                                                        | Presenze                                                               | 3                                                                      |                                                                        | Reti                                                                   | 0                                                                      |                                                                        |

## Palmarès

### Club
- Campionato uruguaiano: 1

Nacional: 2022

### Nazionale
- Campionato sudamericano Under-20: 1

Ecuador 2017